# Поддубный, Алексей Павлович

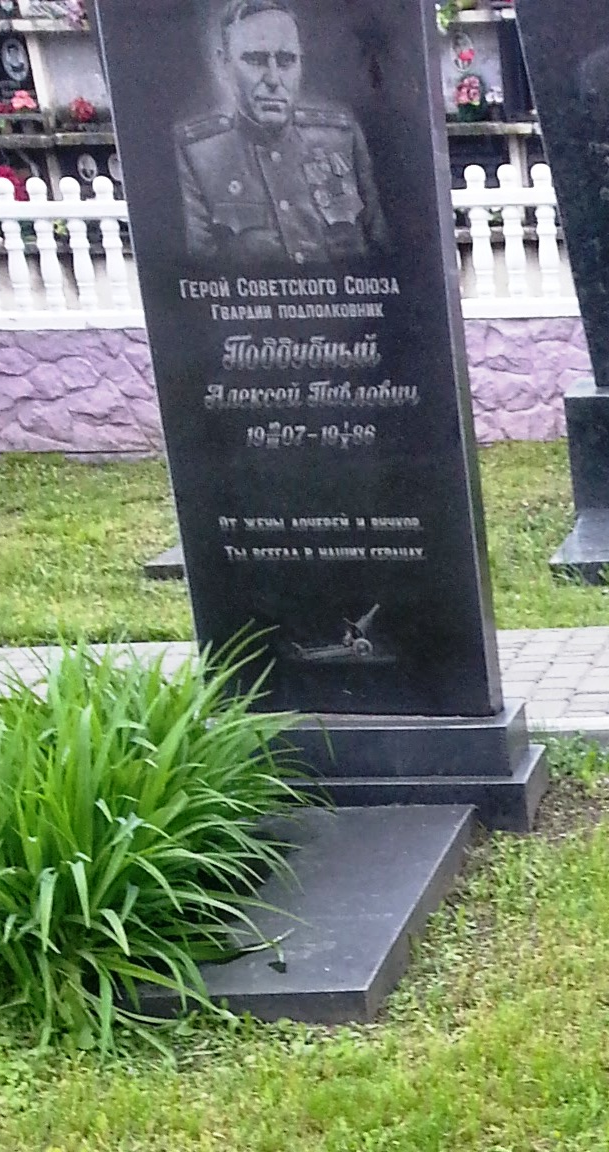
Надгробие на могиле Поддубного А. П. на Аллее Героев кладбища № 2 в Харькове.

Алексей Павлович Подду́бный (10 марта 1907 года — 1 октября 1986 года) — начальник артиллерии 569-го стрелкового полка (161-я стрелковая дивизия, 40-я армия, Воронежский фронт), подполковник, Герой Советского Союза.

## Биография
Поддубный Алексей Павлович родился 10 марта 1907 года в селе Солохи, Белгородский уезд, Курской губернии (ныне Белгородского района Белгородской области).
Украинец. Образование неполное среднее. До призыва в армию работал плотником на сахарном заводе в городе Белгороде.
В Красную Армию призван в 1929 году Грайворонским райвоенкоматом Белгородской области. Учился в Сумском артиллерийское училище, которое окончил в 1932 году. Служил командиром взвода, батареи в Уральском военном округе.
Перед Великой Отечественной войной проживал в городе Уфе. На фронте Великой Отечественной войны с июля 1941 года.
А. П. Поддубный отличился в боях 24—25 сентября 1943 года при переправе через реку Днепр.
С 1947 года подполковник А. П. Поддубный — в запасе.
Жил в городе Харькове (Украина), где скончался 1 октября 1986 года. Похоронен на кладбище № 2 в Харькове.

## Подвиг
«Начальник артиллерии 569-го стрелкового полка (161-я стрелковая дивизия, 40-я армия, Воронежский фронт) капитан Алексей Поддубный в ночь на 25 сентября 1943 года переправил артиллерию полка через реку Днепр в районе села Зарубинцы Каневского района Киевской области (ныне — Черкасской) Украины на плацдарм. В боях на правом берегу реки артиллерия 569-го стрелкового полка успешно отражала контратаки противника, чем способствовала успешным действиям 161-й стрелковой дивизии».
Указом Президиума Верховного Совета СССР от 23 октября 1943 года за образцовое выполнение боевых заданий командования и проявленные при этом геройство и мужество капитану Поддубному Алексею Павловичу присвоено звание Героя Советского Союза с вручением ордена Ленина и медали «Золотая Звезда» (№ 2151).

## Награды
- Медаль «Золотая Звезда» Героя Советского Союза (23.10.1943)[1];
- орден Ленина (23.10.1943);
- орден Красного Знамени (30.03.1944)[3];
- орден Красного Знамени (07.06.1945)[4];
- орден Отечественной войны 1-й степени;
- орден Красной Звезды;
- медали.